# Crotalaria globifera
Crotalaria globifera är en ärtväxtart som beskrevs av Ernst Meyer. Crotalaria globifera ingår i släktet sunnhampor, och familjen ärtväxter. Inga underarter finns listade i Catalogue of Life.